# Hamgyong del Sud
Hamgyong del Sud (en coreà: 함경남도 Hamgyŏng-namdo) és una província de Corea del Nord. La província va ser formada en l'any 1896, a partir de la meitat sud de l'antiga província de Hamgyong, sent província de Corea del Sud fins a 1945, pertanyent des de llavors a Corea del Nord. La seva capital és Hamhung.

## Geografia
La província limita amb Ryanggang al nord, Hamgyong del Nord al nord-est, Kangwon al sud, i P'iŏngan del Sud a l'oest. A l'est de la província està el mar del Japó.

## Organització administrativa
Hamgyong del Sud està dividida en 4 ciutats, 2 districtes i 15 comtats

### Ciutats
- Hamhung-si (함흥시; 咸興市)
- Sinp'o-si (신포시; 新浦市)
- Tanch'ŏn-si (단천시; 端川市)

### Districtes
- Sudong-ku (수동구; 水洞區)
- Kumho-chigu (금호지구; 琴湖地區)

### Comtats
- Changjin-gun (장진군; 長津郡)
- Chongpyong-gun (정평군; 定平郡)
- Hamju-gun (함주군; 咸州郡)
- Hochon-gun (허천군; 虛川郡)
- Hongwon-gun (홍원군; 洪原郡)
- Kowon-gun (고원군; 高原郡)
- Kumya-gun (금야군; 金野郡)
- Pujon-gun (부전군; 赴戰郡)
- Pukchong-gun (북청군; 北靑郡)
- Ragwon-gun (락원군; 樂園郡)
- Riwon-gun (리원군; 利原郡)
- Sinhung-gun (신흥군; 新興郡)
- Toksong-gun (덕성군; 德城郡)
- Yonggwang-gun (영광군; 榮光郡)
- Yodok County-gun (요덕군; 耀德郡)